# Hydrochoeropsis wayuu
Hydrochoeropsis wayuu es una especie extinta de capibara de gran tamaño que existió al norte de Suramérica durante el Plioceno, fue encontrada en el norte de Colombia, en la Formación Ware, que aflora en la península de La Guajira. El tamaño corporal estimado para esta especie es de aproximadamente 12 - 35 kg. El registro de esta especie durante el plioceno muestra una disminución en la diversidad, enmarcado en un evento de primera migración de Centroamérica a Norteamérica.

## Descripción
Esta especie se reconoce por la siguiente combinación única de caracteres: euhipsodonte, y algunos dientes con forma de corazón; p4 con tres lóbulos y complejos, y P4 con dos lóbulos como en Cardiatherium, Hydrochoerus, Neochoerus, Hydrochoeropsis dasseni y Phugatherium.

## Etimología
Llamado así por los Wayúu, indígenas de la península de Guajira en cuyos territorios se encontraron los especímenes.